# Liste der Orte namens Hof
Hof ist der Name verschiedener Orte in den folgenden Staaten:

## Liste der Orte namens Hof

### Deutschland
- Hof (Saale), kreisfreie Stadt Stadt (umgeben vom Landkreis Hof) im Regierungsbezirk Oberfranken in Bayern
- Hof (Westerwald), Ortsgemeinde im Westerwaldkreis, Rheinland-Pfalz

#### Ortsteile

##### Baden-Württemberg
- Hof (Bernau im Schwarzwald), Ortsteil der Gemeinde Bernau im Schwarzwald, Landkreis Waldshut
- Hof (Fröhnd), Ortsteil der Gemeinde Fröhnd, Landkreis Lörrach
- Hof (Großbottwar), Ortsteil der Stadt Großbottwar, Landkreis Ludwigsburg
- Hof (Kupferzell), Wüstung im Ortsteil Westernach der Gemeinde Kupferzell, Hohenlohekreis
- Hof (Münstertal), Ortsteil der Gemeinde Münstertal/Schwarzwald, Landkreis Breisgau-Hochschwarzwald
- Hof (Sulzbach-Laufen), Wohnplatz im Ortsteil Sulzbach am Kocher der Gemeinde Sulzbach-Laufen, Landkreis Schwäbisch Hall
- Hof (Winterbach), Wüstung in Winterbach, Rems-Murr-Kreis

##### Bayern
- Hof an der Steinach, Ortsteil des Marktes Mitwitz, Landkreis Kronach
- Hof am Hammer, Ortsteil der Gemeinde Walpertskirchen, Landkreis Erding
- Hof am Regen, Ortsteil der Stadt Nittenau, Landkreis Schwandorf
- Hof (Arnstorf), Ortsteil des Marktes Arnstorf, Landkreis Rottal-Inn
- Hof (Bad Feilnbach), Ortsteil der Gemeinde Bad Feilnbach, Landkreis Rosenheim
- Hof (Baierbach), Ortsteil der Gemeinde Baierbach, Landkreis Landshut
- Hof (Bernbeuren), Ortsteil der Gemeinde Bernbeuren, Landkreis Weilheim-Schongau
- Höf (Brannenburg), Ortsteil der Gemeinde Brannenburg, Landkreis Rosenheim
- Hof (Büchlberg), Ortsteil der Gemeinde Büchlberg, Landkreis Passau
- Hof (Burglengenfeld), Ortsteil der Gemeinde Burglengenfeld, Landkreis Schwandorf
- Hof (Cham), Ortsteil der Stadt Cham, Landkreis Cham
- Hof (Ebrach), Ortsteil des Marktes Ebrach, Landkreis Bamberg
- Hof (Erdweg), Ortsteil der Gemeinde Erdweg, Landkreis Dachau
- Hof (Ering), Ortsteil der Gemeinde Ering, Landkreis Rottal-Inn
- Hof (Fischen im Allgäu), Ortsteil der Gemeinde Fischen im Allgäu, Landkreis Oberallgäu
- Hof (Füssen), Ortsteil der Stadt Füssen, Landkreis Ostallgäu
- Hof (Gerolsbach), Ortsteil der Gemeinde Gerolsbach, Landkreis Pfaffenhofen an der Ilm
- Hof (Haarbach), Ortsteil der Gemeinde Haarbach, Landkreis Passau
- Hof (Habach), Ortsteil der Gemeinde Habach, Landkreis Weilheim-Schongau
- Hof (Hausham), Ortsteil der Gemeinde Hausham, Landkreis Miesbach
- Hof (Hofkirchen), Ortsteil der Gemeinde Hofkirchen, Landkreis Passau
- Hof (Hohenpolding), Ortsteil der Gemeinde Hohenpolding, Landkreis Erding
- Hof (Isen), Ortsteil des Marktes Isen, Landkreis Erding
- Hof (Kaltental), Ortsteil des Marktes Kaltental, Landkreis Ostallgäu
- Hof (Kastl), Ortsteil der Gemeinde Kastl, Landkreis Altötting
- Hof (Kirchanschöring), Ortsteil der Gemeinde Kirchanschöring, Landkreis Traunstein
- Hof (Kirchdorf), Ortsteil der Gemeinde Kirchdorf, Landkreis Mühldorf am Inn
- Hof (Kirchham), Ortsteil der Gemeinde Kirchham, Landkreis Passau
- Hof (Kollnburg), Ortsteil der Gemeinde Kollnburg, Landkreis Regen
- Hof (Konzell), Ortsteil der Gemeinde Konzell, Landkreis Straubing-Bogen
- Hof (Langenpreising), Ortsteil der Gemeinde Langenpreising, Landkreis Erding
- Hof (Maitenbeth), Ortsteil der Gemeinde Maitenbeth, Landkreis Mühldorf am Inn
- Hof (Mamming), Ortsteil der Gemeinde Mamming, Landkreis Dingolfing-Landau
- Hof (Miesbach), Ortsteil der Stadt Miesbach, Landkreis Miesbach
- Hof (Oberviechtach), Ortsteil der Stadt Oberviechtach, Landkreis Schwandorf
- Hof (Passau), Ortsteil der kreisfreien Stadt Passau, Bayern
- Hof (Pfaffing), Ortsteil der Gemeinde Pfaffing, Landkreis Rosenheim
- Hof (Postmünster), Ortsteil der Gemeinde Postmünster, Landkreis Rottal-Inn
- Hof (Salzweg), Ortsteil der Gemeinde Salzweg, Landkreis Passau
- Hof (Sankt Englmar), Ortsteil der Gemeinde Sankt Englmar, Landkreis Straubing-Bogen
- Hof (Schalkham), Ortsteil der Gemeinde Schalkham, Landkreis Landshut
- Hof (Schöllnach), Ortsteil des Marktes Schöllnach, Landkreis Deggendorf
- Hof (Schönberg), Ortsteil des Marktes Schönberg, Landkreis Freyung-Grafenau, Bayern
- Hof (Schwarzach), Ortsteil des Marktes Schwarzach, Landkreis Straubing-Bogen
- Hof (Schwindegg), Ortsteil der Gemeinde Schwindegg, Landkreis Mühldorf am Inn
- Hof (Simbach am Inn), Ortsteil der Stadt Simbach am Inn, Landkreis Rottal-Inn
- Hof (Stallwang), Ortsteil der Gemeinde Stallwang, Landkreis Straubing-Bogen
- Hof (Tacherting), Ortsteil der Gemeinde Tacherting, Landkreis Traunstein
- Hof (Taufkirchen), Ortsteil der Gemeinde Taufkirchen (Vils), Landkreis Erding
- Hof (Teisendorf), Ortsteil des Marktes Teisendorf, Landkreis Berchtesgadener Land
- Hof (Tiefenbach), Ortsteil der Gemeinde Tiefenbach, Landkreis Passau
- Hof (Tittmoning), Ortsteil der Stadt Tittmoning, Landkreis Traunstein
- Hof (Waltenhofen), Ortsteil der Gemeinde Waltenhofen, Landkreis Oberallgäu
- Hof (Wessobrunn), Ortsteil der Gemeinde Wessobrunn, Landkreis Weilheim-Schongau
- Hof (Windberg), Ortsteil der Gemeinde Windberg, Landkreis Straubing-Bogen
- Hof (Winhöring), Ortsteil der Gemeinde Winhöring, Landkreis Altötting
- Hof (Wittibreut), Ortsteil der Gemeinde Wittibreut, Landkreis Rottal-Inn
- Hof (Witzmannsberg), Ortsteil der Gemeinde Witzmannsberg, Landkreis Passau
- Hof (Wörth an der Donau), Ortsteil der Stadt Wörth an der Donau, Landkreis Regensburg

##### Nordrhein-Westfalen
- Hof (Hennef), Ortsteil der Stadt Hennef, Rhein-Sieg-Kreis
- Hof (Wipperfürth), Ortsteil der Stadt Wipperfürth, Oberbergischer Kreis

##### Sachsen
- Hof (Naundorf), Ortsteil der Gemeinde Naundorf (Sachsen), Landkreis Nordsachsen

### Österreich
- Hof am Leithaberge, Gemeinde im Bezirk Bruck an der Leitha, Niederösterreich
- Hof bei Salzburg, Gemeinde im Bezirk Salzburg-Umgebung, Salzburg

Gemeindeteile

#### Kärnten
- Hof (Gemeinde Eberndorf), Ortschaft von Eberndorf, Bezirk Völkermarkt
- Hof (Gemeinde Feistritz), Ortschaft von Feistritz ob Bleiburg, Bezirk Völkermarkt
- Hof (Gemeinde Gutenberg-Stenzengreith), Ortsteil von Gutenberg-Stenzengreith, Bezirk Weiz, Steiermark
- Hof (Gemeinde Heiligenblut), Ortschaft von Heiligenblut am Großglockner, Bezirk Spittal an der Drau

#### Niederösterreich
- Hof (Gemeinde Furth), Ortschaft von Furth an der Triesting, Bezirk Baden
- Hof (Gemeinde Göstling), Ortsteil der Gemeinde Göstling an der Ybbs, Bezirk Scheibbs, Niederösterreich
- Hof (Gemeinde Maria Laach), Katastralgemeinde von Maria Laach am Jauerling, Bezirk Krems an der Donau
- Hof (Gemeinde Maria Anzbach), Ortschaft von Maria Anzbach, Bezirk Sankt Pölten-Land
- Hof (Gemeinde Puchberg), Ortsteil von Puchberg am Schneeberg, Bezirk Neunkirchen, Niederösterreich
- Hof (Gemeinde Stössing), Katastralgemeinde von Stössing, Bezirk Sankt Pölten-Land
- Hof (Gemeinde Wolfsbach), Ortsteil von Wolfsbach, Bezirk Amstetten, Niederösterreich
- Markt Hof, Katastralgemeinde Markthof, Ort bei Engelhartstetten, Bezirk Gänserndorf

#### Oberösterreich
- Hof (Gemeinde Andorf), Ortschaft von Andorf, Bezirk Schärding
- Hof (Gemeinde Eberschwang), Ortschaft von Eberschwang, Bezirk Ried im Innkreis
- Hof (Gemeinde Eggerding), Ortschaft von Eggerding, Bezirk Schärding
- Hof (Gemeinde Gilgenberg), Ortschaft von Gilgenberg am Weilhart, Bezirk Braunau am Inn
- Hof (Gemeinde Gunskirchen), Ortschaft von Gunskirchen, Bezirk Wels-Land
- Hof (Gemeinde Hofkirchen), Ortschaft von Hofkirchen an der Trattnach, Bezirk Grieskirchen
- Hof (Gemeinde Kallham), Ortschaft von Kallham, Bezirk Grieskirchen
- Hof (Gemeinde Neukirchen an der Enknach), Ortschaft von Neukirchen an der Enknach, Bezirk Braunau am Inn
- Hof (Gemeinde Neukirchen bei Lambach), Ortschaft von Neukirchen bei Lambach, Bezirk Wels-Land
- Hof (Gemeinde Pattigham), Ortschaft von Pattigham, Bezirk Ried im Innkreis
- Hof (Gemeinde Rüstorf), Ortschaft von Rüstorf, Bezirk Vöcklabruck
- Hof (Gemeinde St. Marienkirchen), Ortschaft der Gemeinde St. Marienkirchen am Hausruck, Bezirk Ried im Innkreis
- Hof (Gemeinde Tiefgraben), Katastralgemeinde von Tiefgraben, Bezirk Vöcklabruck

#### Land Salzburg
- Hof (Gemeinde Henndorf), Katastralgemeinde von Henndorf am Wallersee, Bezirk Salzburg-Umgebung
- Hof (Gemeinde Kuchl), Ort bei Kuchl, Bezirk Hallein
- Hof (Gemeinde Krispl), Ort bei Krispl, Bezirk Hallein
- Hof (Gemeinde Flachau), Ort bei Flachau, Bezirk St. Johann im Pongau
- Hof (Gemeinde Mattsee), Katastralgemeinde von Mattsee, Bezirk Salzburg-Umgebung
- Hof (Gemeinde Saalfelden), Ortschaft der Stadt Saalfelden am Steinernen Meer, Bezirk Zell am See
- Hof (Gemeinde Wagrain), Ortschaft und Katastralgemeinde von Wagrain, Bezirk Sankt Johann im Pongau

#### Steiermark
- Hof bei Straden, Ortschaft bzw. Hof, Katastralgemeinde von Straden im Bezirk Südoststeiermark
- Hof (Gemeinde Hartl), Rotte in der Gemeinde Hartl, Bezirk Südoststeiermark
- Hof (Gemeinde Kirchberg an der Raab), Ortschaft von Kirchberg, Bezirk Südoststeiermark
- Hof (Gemeinde Sankt Marein-Feistritz), Ortschaft von Sankt Marein-Feistritz, Bezirk Murtal

#### Tirol
- Hof (Gemeinde Brixen im Thale), Ortschaft von Brixen, Bezirk Kitzbühel
- Hof (Gemeinde Brixlegg), Ort bei Brixlegg, Bezirk Kufstein
- Hof (Gemeinde Hopfgarten), Ort bei Hopfgarten in Defereggen, Bezirk Lienz
- Hof (Gemeinde Inzing), Ortschaft von Inzing, Bezirk Innsbruck Land
- Hof (Gemeinde Strassen), Ortschaft von Strassen, Bezirk Lienz

#### Vorarlberg
- Hof (Gemeinde Alberschwende), Ortsteil von Alberschwende, Bezirk Bregenz

### Schweiz
- Hof (Chur), Ortsteil von Chur

### Tschechien
- Hof, Gemeinde im Kreis Freudenthal in Nordmähren (Tschechien)

### Norwegen
- Hof (ehemalige Kommune, Hedmark), ehemalige Kommune in der norwegischen Provinz Hedmark
- Hof (ehemalige Kommune, Vestfold), ehemalige Kommune in der norwegischen Provinz Vestfold
- Hof (Åsnes), Ort in der Kommune Åsnes
- Hof (Tettsted), Ort in der Kommune Holmestrand

### Island
- Hof, Siedlung im Südosten von Island, Teil der Landgemeinde Hornafjörður

## Baulichkeiten
- Burg Hof
- Schlosshof

- Karte mit allen verlinkten Seiten:
- OSM |
- WikiMap